# Dólinsk
Dólinsk (en rus: Долинск) és una ciutat de l'óblast de Sakhalín, a l'Extrem Orient de Rússia, que el 2019 tenia 11.685 habitants. És la seu administrativa del districte homònim.